# Тузлучное
Тузлучное — является самым старым из сохранивших озер Соль-Илецкого соляного купола. Озеро является хранилищем лечебной грязи.
Площадь озера — 23 750 м²;
Глубина — до 3-4 м;
Толщина слоя грязи — до 1 м и более;
Концентрация соли - 65-150 гр/л;